# Lovesong
Lovesong (manchmal betitelt als Love Song) ist ein Lied der britischen Alternative-Rock-Band The Cure aus dem Jahre 1989. Es wurde aus ihrem achten Album Disintegration am 21. August 1989 als dritte Single ausgekoppelt. Das Lied wurde vor allem in den Vereinigten Staaten ein großer Erfolg und erreichte Platz 2 der Billboard Hot 100; es war ihr einziger Top-Ten-Hit. Im Vereinigten Königreich erreichte die Single nur eine Top-20-Platzierung.

## Geschichte
Der Titel des Liedes wird oft auf unterschiedliche Weisen betitelt; diese variieren zwischen Lovesong und Love Song (auf vielen Veröffentlichungen von The Cure). Auf der ursprünglichen Coverabbildung aus dem Jahre 1989 wird das Lied mit Lovesong betitelt, in der Albumtitelliste und im dazugehörigen Booklet jedoch mit Love Song.  Robert Smith schrieb das Lied ursprünglich als Liebeserklärung an seine Freundin Mary.

## Charts
Bereits vor seiner Veröffentlichung als Single konnte Lovesong Erfolg feiern und erreichte Platz 2 der Billboard Hot 100, ihre erfolgreichste Single in den Vereinigten Staaten; ebenso konnte der Titel auch in diversen Rock-Charts Erfolge feiern.  Im Vereinigten Königreich erreichte Lovesong nur Platz 18. In Deutschland erreichte das Lied Platz 21 der Charts. In Österreich und der Schweiz schaffte es Lovesong nicht in die Charts. Nur in Polen wurde Lovesong 1989 ein Nummer-eins-Hit; es stand drei Wochen auf Platz 1 der polnischen Charts.
- Vereinigte Staaten: Platz 2 (17 Wochen)
- Vereinigtes Königreich:  Platz 18 (7 Wochen)
- Deutschland: Platz 21 (14 Wochen)

## Titelliste
1. „Lovesong“
2. „2 Late“

1. „Lovesong“ (Extended Mix)
2. „2 Late“
3. „Fear of Ghosts“

1. „Lovesong“ (Remix) (3:24)
2. „Lovesong“ (Extended Remix) (6:18)
3. „2 Late“
4. „Fear of Ghosts“

## Versionen
- Lovesong (Album Version)
- Lovesong (Extended Mix)
- Lovesong (Remix)
- Lovesong (Extended Remix)

## Mitwirkende
- Robert Smith – Gesang, Gitarre, Keyboard
- Simon Gallup – Bass
- Porl Thompson – Gitarre
- Boris Williams – Schlagzeug
- Roger O’Donnell – Keyboard
- Lol Tolhurst – weitere Musikinstrumente

Gründungsmitglied Lol Tolhurst war nicht im Musikvideo zu sehen. Während der Produktion des Liedes war er noch Mitglied von The Cure. Jedoch wurde er kurz nach der Veröffentlichung des Albums aus der Band geworfen.

## Coverversionen
- 2001: Naimee Coleman: Bring Down The Moon
- 2003: Anberlin: Blueprints for the Black Market
- 2004: 311: 50 First Dates
- 2007: Blake Lewis
- 2007: Ira Losco: Unmasked
- 2008: The Brunettes: Just Like Heaven – a tribute to The Cure
- 2009: The Big Pink. Pictures of You: A Tribute to Godlike Geniuses The Cure
- 2010: Nina Sky: The Other Side
- 2011: Adele: 21
- 2012: L’uke: Play Ukuleighties
- 2021: A.A. Williams: Songs From Isolation